# Arhimedov aksiom
Arhimedov aksiom jedan je od temeljnih teorema u matematičkoj analizi koji tvrdi da za bilo koja dva pozitivna realna broja {\displaystyle a} i {\displaystyle b} postoji prirodan broj
{\displaystyle n} takav da je {\displaystyle na>b}.
Iz teorema odmah slijedi da, primjerice, skup prirodnih brojeva nije ograničen odozgo.
Grubo govoreći, ovo je svojstvo nepostojanja beskonačno velikih (ili beskonačno malih) elemenata u skupu realnih brojeva.

## Dokaz
Pretpostavimo da tvrdnja teorema nije istinita, tj. da postoje pozitivni realni brojevi {\displaystyle a} i {\displaystyle b}
takvi da je {\displaystyle na\leq b} za svaki {\displaystyle n\in \mathbb {N} }. To znači da je skup {\displaystyle S=\{na:n\in \mathbb {N} \}} omeđen odozgo ({\displaystyle b} je jedna gornja međa) pa po aksiomu potpunosti postoji {\displaystyle L=\sup S\in \mathbb {R} }. Sada iz tzv. karakterizacije supremuma slijedi da za svaki {\displaystyle \epsilon >0} postoji {\displaystyle n\in \mathbb {N} } takav da je {\displaystyle L-\epsilon <na}. Specijalno za {\displaystyle \epsilon =a>0} dobijemo {\displaystyle L-a<na}, tj. {\displaystyle L<(n+1)a\in S}, a to je kontradikcija s činjenicom da je {\displaystyle L} gornja međa skupa {\displaystyle S} pa tvrdnja teorema vrijedi.

## Povijest
Ime ovom teoremu dao je 1880-ih njemački matematičar Otto Stolz koji ga je tako nazvao po velikom starogrčkom matematičaru i fizičaru Arhimedu. 
Iako se u modernoj matematici ne smatra aksiomom, ovaj se teorem pojavljuje u petoj knjizi čuvenih Euklidovih Elemenata kao definicija 4: "Kaže se da su dvije veličine u omjeru jedna prema drugoj ako neki višekratnik ma koje od njih može biti veći od druge."
Arhimed je otkriće ovog svojstva pripisivao Eudoksu iz Knida pa je ovaj teorem još poznat i kao "Eudoksov teorem" ili "Eudoksov aksiom".